# Nambashag
Nambashag — викопний рід сулоподібних птахів родини бакланових (Phalacrocoracidae), що існував на межі олігоцену та міоцену в Австралії. Численні викопні рештки птаха знайдені у відкладеннях формацій Етадунна та Нама в Південній Австралії неподалік озера Ейр. Всього знайдено 30 зразків Nambashag billerooensis та 14 N. microglaucus.